# Industriell organisation
Industriell organisation är en gren av organisationsteorin som har en större tyngdpunkt på organisatoriska lösningar i teknikbaserade verksamheter, där fokusen ofta ligger på projekthantering, produktutveckling, teambaserat lärande, innovation management eller ständiga förbättringar. Vidare kan understrykas att man studerar hur olika industrier organiserar sig runtom varandra och sedan mot marknaden.